# Ninetis subtilissima
Ninetis subtilissima là một loài nhện trong họ Pholcidae. Loài này được phát hiện ở Jemen và là loài điển hình của chi Ninetis.